# جان شيبرز
جان شيبرز (1897 – 8 مارس 1997) هو مبارز بالسيف هولندي راحل، مثّل بلاده في الألعاب الأولمبية الصيفية 1936.

## روابط رياضية
جان شيبرز على موقع أوليمبيديا (الإنجليزية)